# Hamburg-Steinwerder
Steinwerder (Schreibweise bis 1946: Steinwärder; niederdeutsch: Steenwarder)  ist ein im Hamburger Hafen gelegener Stadtteil im Bezirk Hamburg-Mitte der Freien und Hansestadt Hamburg.

## Geografie

### Geografische Lage
Die frühere Insel Steinwerder liegt am Zusammenfluss der Norderelbe mit dem Köhlbrand. Nach Osten wird sie durch den Reiherstieg, einen kanalisierten Elbarm, begrenzt. Im Süden liegt die frühere Insel Neuhof, deren nördlicher Teil ebenfalls zum Stadtteil Steinwerder gehört. 

### Benachbarte Stadtteile
Steinwerder grenzt im Osten an den Hamburger Stadtteil Kleiner Grasbrook, im Südosten an Wilhelmsburg, im Westen an Waltershof und im Norden, jenseits der Elbe, an Altona-Altstadt, St. Pauli, Neustadt sowie Hamburg-Altstadt.

### Gliederung des Stadtteils
Zusammen mit dem benachbarten Stadtteil Kleiner Grasbrook bildet Steinwerder den östlichen Teil des Hamburger Hafens. Steinwerder war bis zum 31. Dezember 2012 fast vollständig als Freihafen ausgewiesen.
Der Stadtteil besteht aus Hafen-, Industrie- und Gewerbeflächen. Wohngebiete gibt es hier nicht.

## Geschichte

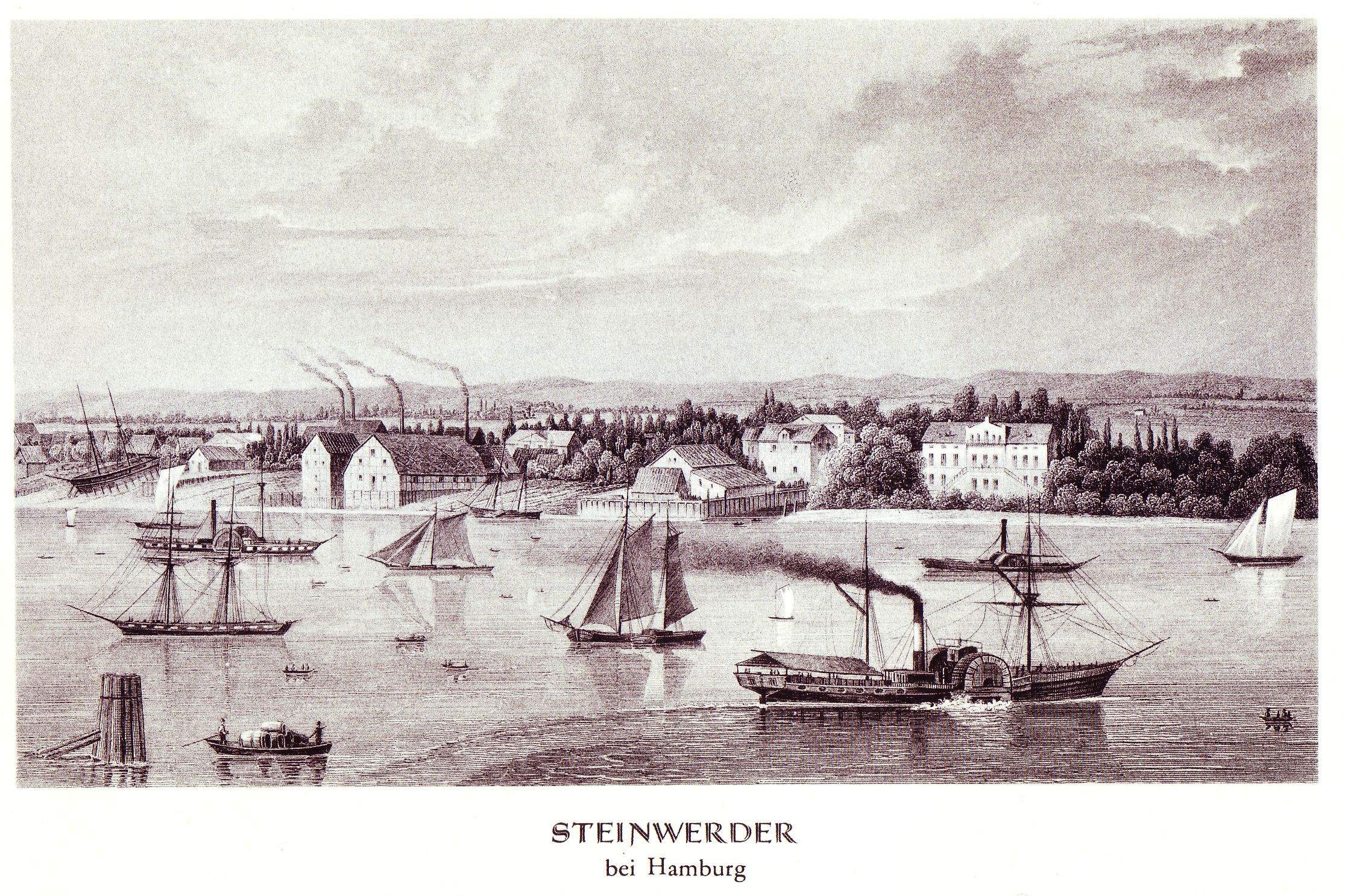
Steinwerder um 1850 (Julius Gottheil)

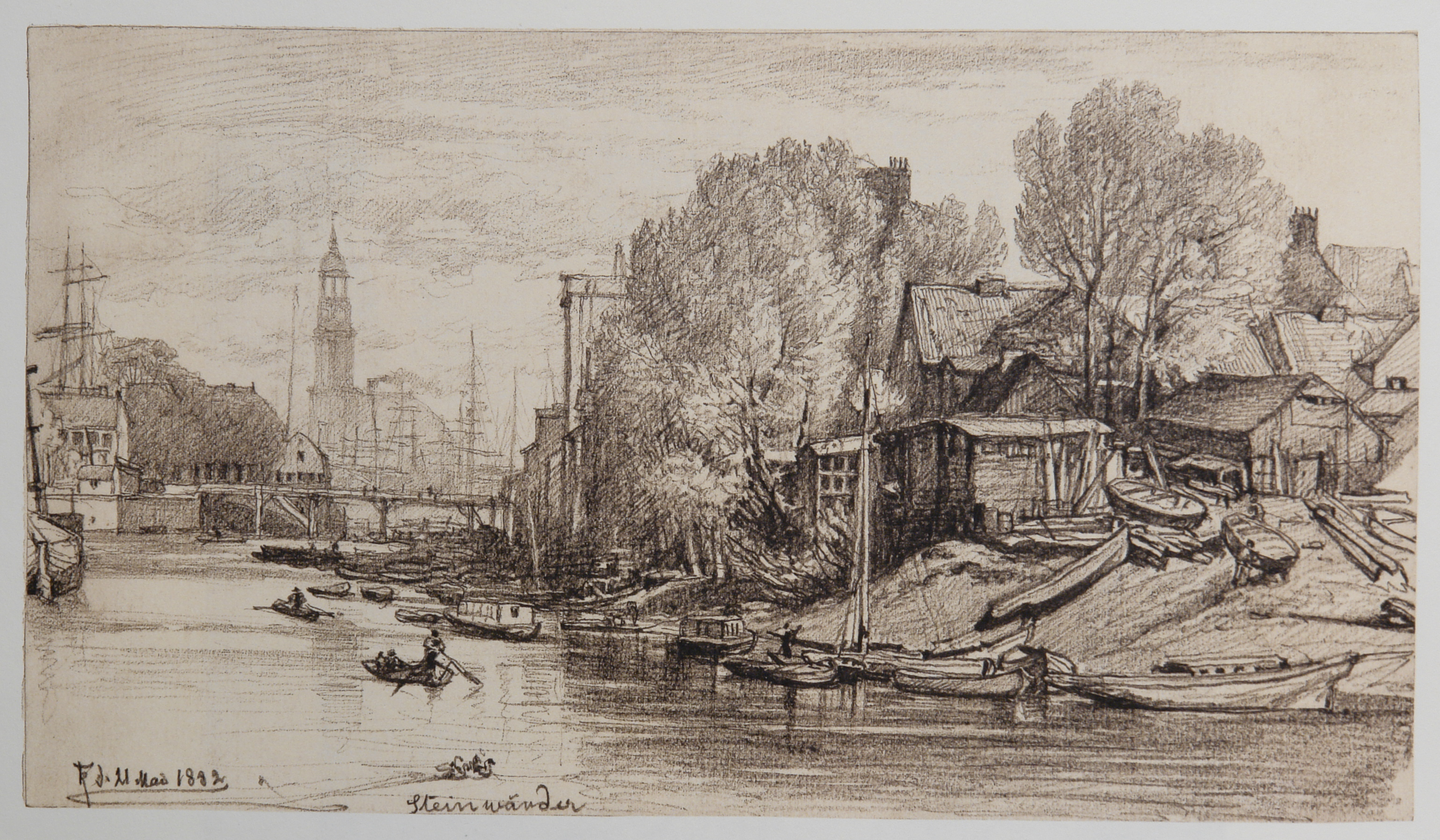
Blick vom Steinwerder zum Michel (Johann Theobald Riefesell 1882)

Die Elbinsel Steinwerder, ehemals Nordersand, wurde im Mittelalter eingedeicht und konnte somit bewirtschaftet werden. Durch den Gottorper Vertrag kam die Insel 1768 gemeinsam mit den Pachthöfen Grevenhof, Ellerholz und Roß an Hamburg. Der Name Steinwerder entstand im Volksmund nach dem Großen Brand von 1842, als das Gelände zum Fluss und zum Reiherstieg hin mit dem Bauschutt der Stadt erhöht wurde. Der Namensteil Werder bezeichnet dabei die Flussinsel. Anschließend entstanden hier die ersten Werften. Dort wurden in den 1850er Jahren auch die ersten Trocken- und Schwimmdocks auf Hamburger Staatsgebiet errichtet. Am 1. Dezember 1862 wurde unter Beteiligung namhafter Reeder, u. a. Ferdinand Laeisz und Robert Miles Sloman (der Jüngere) die Hamburger Seemannsschule gegründet, die bis 1889 auf Steinwerder ansässig war und dann aufgrund der Hafenerweiterung nach Hamburg-Waltershof umsiedelte. Nachdem die Siedlung 1871 zum Vorort erhoben worden war, wurde Steinwerder 1894 als Stadtteil nach Hamburg eingemeindet, 1902 der bis dato volkstümliche Name Steinwerder amtlich übernommen.

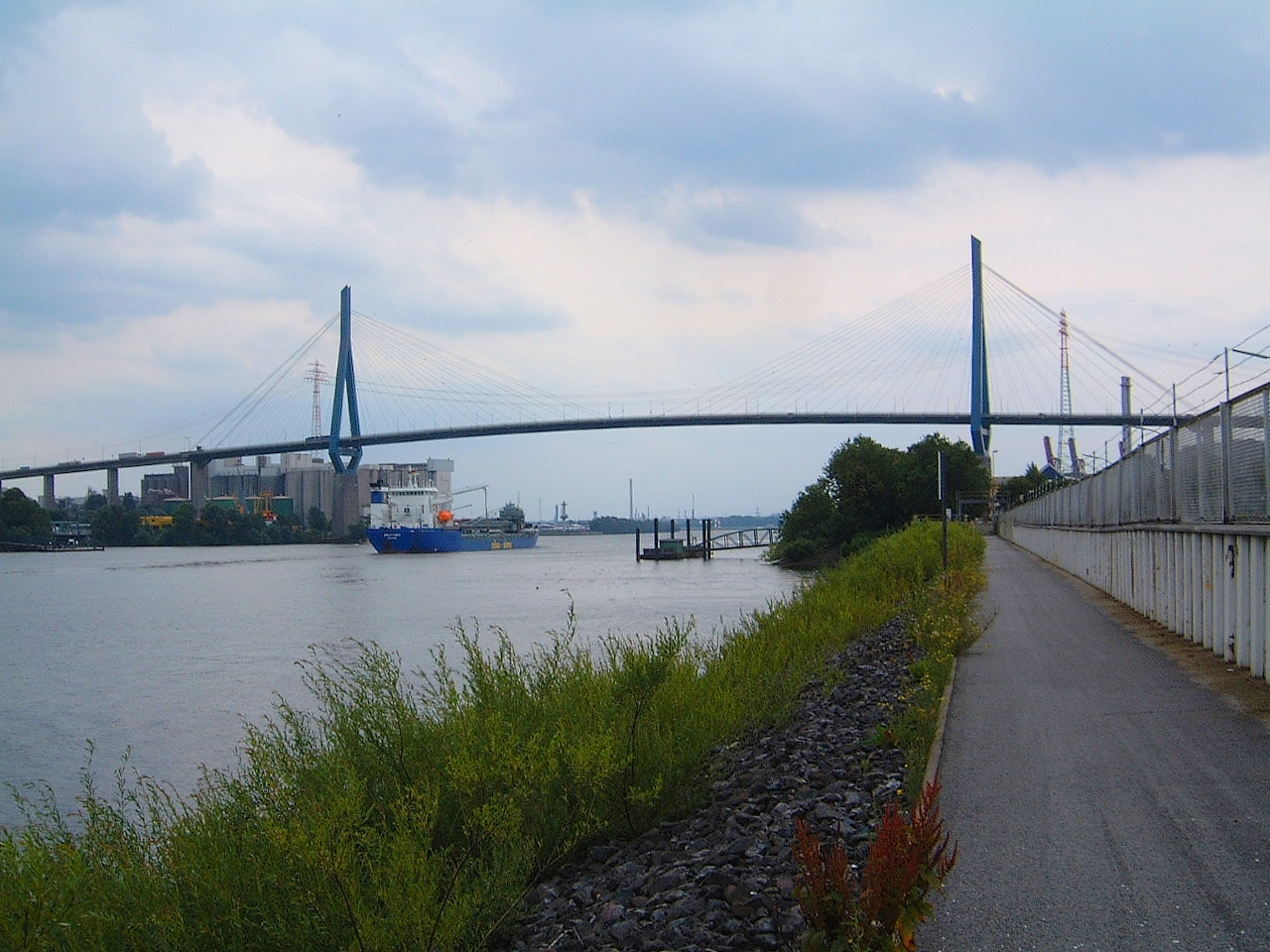
Die Köhlbrandbrücke überspannt den Köhlbrand zwischen Steinwerder und Waltershof

Um die Jahrhundertwende zum 20. Jahrhundert wurden im Rahmen der Hafenerweiterung der Kuhwerder Hafen, der Kaiser-Wilhelm-Hafen, der Ellerholzhafen, der Oderhafen, der Travehafen und der Roßhafen gebaut. Einzelne Becken, wie der Kaiser-Wilhelm-Hafen, wurden bereits teilweise wieder zugeschüttet. Aufgrund des Köhlbrandvertrages von 1908 wurde der Köhlbrand, der Norder- und Süderelbe verbindet, um 600 Meter nach Westen verlegt. Der alte Verlauf ist noch heute an der Lage des Kohlenschiffhafens erkennbar.

## Politik
Für die Wahl zur Bürgerschaft gehört Steinwerder zum Wahlkreis Billstedt – Wilhelmsburg – Finkenwerder, Ergebnisse werden mit Kleiner Grasbrook zusammengefasst dargestellt. Bei den Wahlen zur Bezirksversammlung gehört der Stadtteil zum Wahlkreis Wilhelmsburg-West, Steinwerder, Waltershof, Finkenwerder, Neuwerk. Bei Bundestagswahlen zählt Steinwerder zum Bundestagswahlkreis Hamburg-Mitte.

## Kultur und Sehenswürdigkeiten

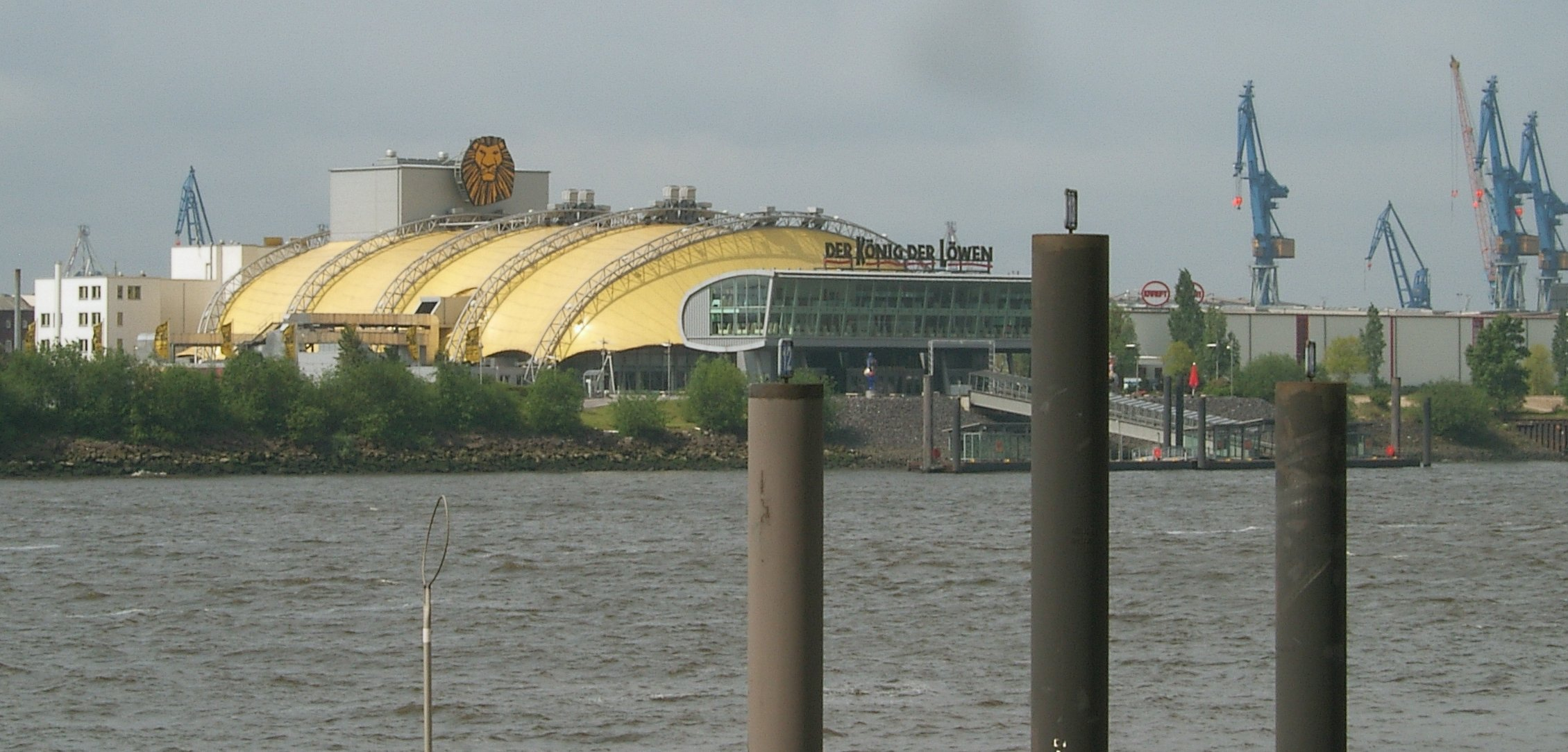
Das Musicaltheater für den König der Löwen

### Theater
Auf dem Gelände der ehemaligen Stülcken-Werft zwischen Norderelbe und Guanofleet wurde Anfang der 1990er-Jahre ein privates Musical-Theater errichtet, in dem zurzeit das Musical Der König der Löwen aufgeführt wird. 2014 folgte die Eröffnung eines weiteren von Stage Entertainment geführten Theaters: Das Stage Theater an der Elbe. Die erste Produktion in dem Haus war „Das Wunder von Bern“.

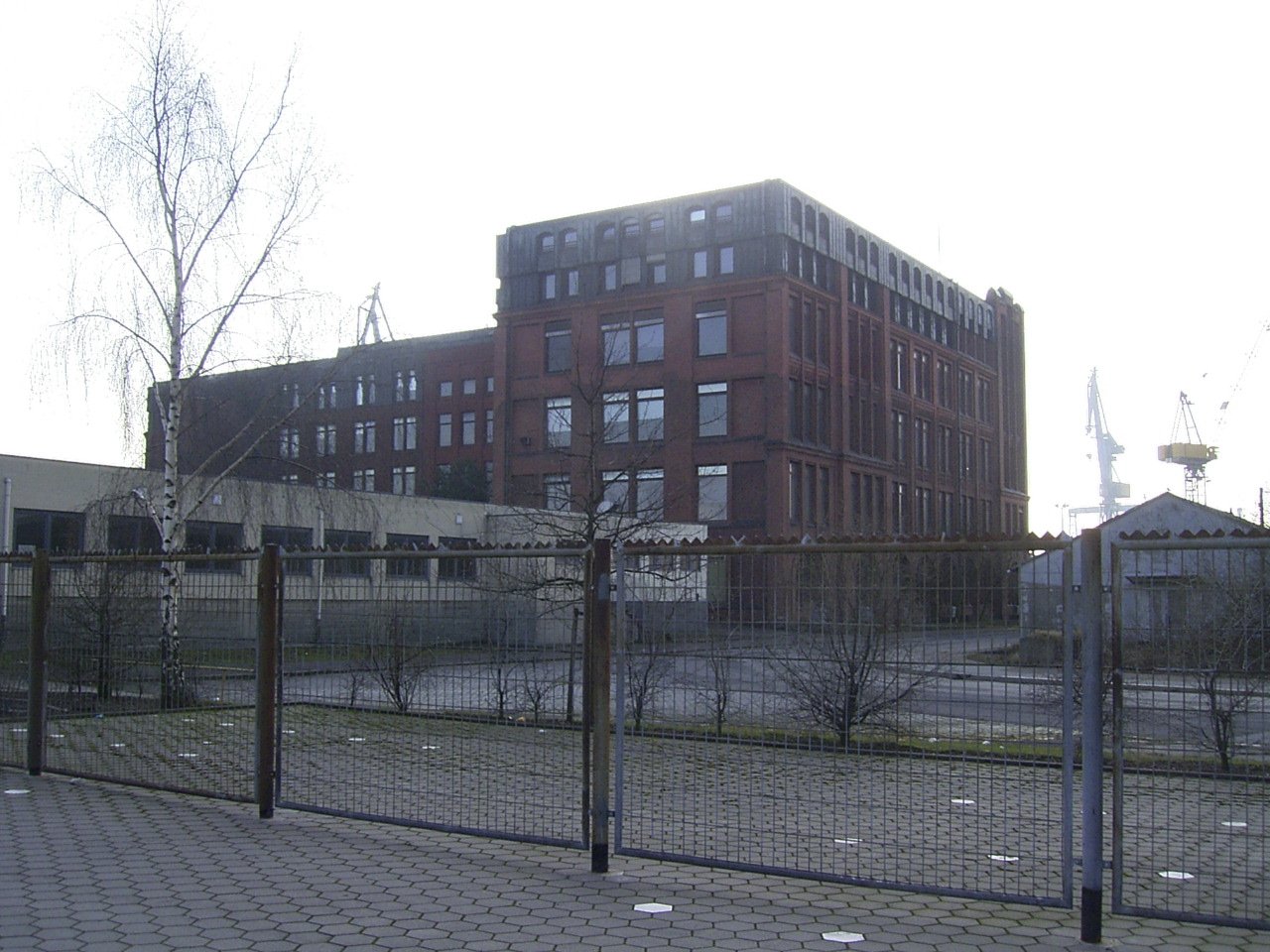
Verwaltungsgebäude von Blohm + Voss am Hermann-Blohm-Weg

### Bauwerke
Neben dem Alten Elbtunnel und der Köhlbrandbrücke ist vor allem auch das alte Verwaltungsgebäude von Blohm + Voss, das 1908 erbaut wurde, sehenswert. Es sollte mit seiner damals weithin sichtbaren wuchtigen Erscheinung die Größe und Bedeutung der Werft zu Beginn des 20. Jahrhunderts symbolisieren. Durch heranrückende Bebauung im Äußeren und die Modernisierung durch die Architekten Schramm, Pempelfort und von Bassewitz, der z. B. die durchgehenden Lichthöfe im Innern zum Opfer fielen, verlor das Gebäude jedoch einiges von seiner imposanten Ausstrahlung.

## Wirtschaft und Infrastruktur

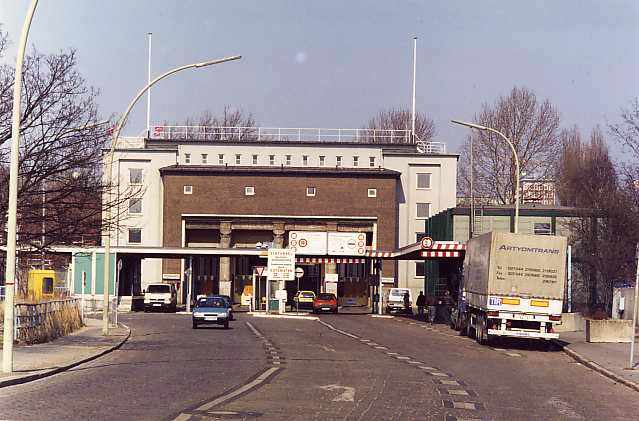
Einfahrt zum Alten Elbtunnel

Im Zentrum des Hamburger Hafens plant die Hamburg Port Authority (HPA) das Central Terminal Steinwerder (CTS). Hier wird die Neustrukturierung eines 125 ha großen Areals geplant. Im Sommer 2009 startete dafür ein Markterkundungsverfahren, in dem die konzeptionellen Vorstellungen und Ideen eines breiten und internationalen Interessentenkreises abgerufen wurden.

### Verkehr
Der Alte Elbtunnel unter der Norderelbe verbindet Steinwerder seit 1911 mit den Landungsbrücken im Stadtteil St. Pauli.
Seit 1974 führt die Köhlbrandbrücke, deren Auffahrt sich am gesamten Südrand des Stadtteils entlangzieht, von Steinwerder nach Waltershof. Die Brücke ist Teil des Freihafengebiets; sie verbindet den östlichen und westlichen Teil des Hamburger Hafens und ist nur für den Kraftfahrzeugverkehr zugelassen.
Der gesamte Stadtteil wird von den Gleisanlagen der Hamburger Hafenbahn durchzogen. Eisenbahnanlagen für den Personenverkehr gibt es in Steinwerder nicht.
Von zahlreichen kleinen Fähranlegern aus verbinden die Fähren der HADAG Steinwerder mit Altona, St. Pauli und Waltershof. Die Buslinien 256 der PVG und 152 der HHA (zum Bereich Roß) verkehren in Steinwerder nur werktags.
Seit 2015 befindet sich in Steinwerder auch das dritte Cruise Center für Kreuzfahrtschiffe in Steinwerder.

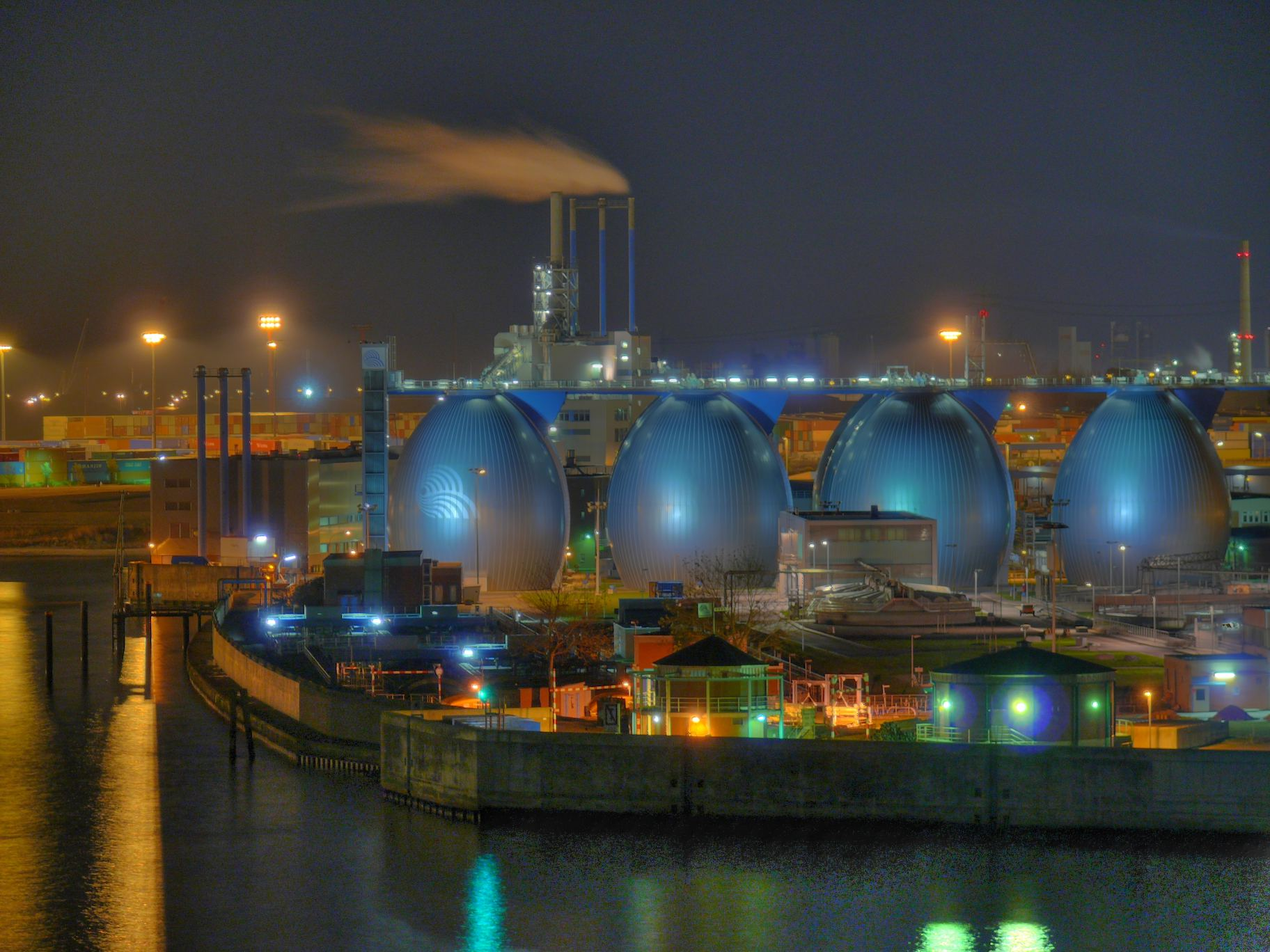
Das Hauptklärwerk Köhlbrandhöft bei Nacht

### Öffentliche Einrichtungen
Im Nordwesten Steinwerders liegt das Hauptklärwerk Köhlbrand der Hamburger Stadtentwässerung von 1961 mit seinen eiförmigen Klärschlammbehältern aus Stahl.

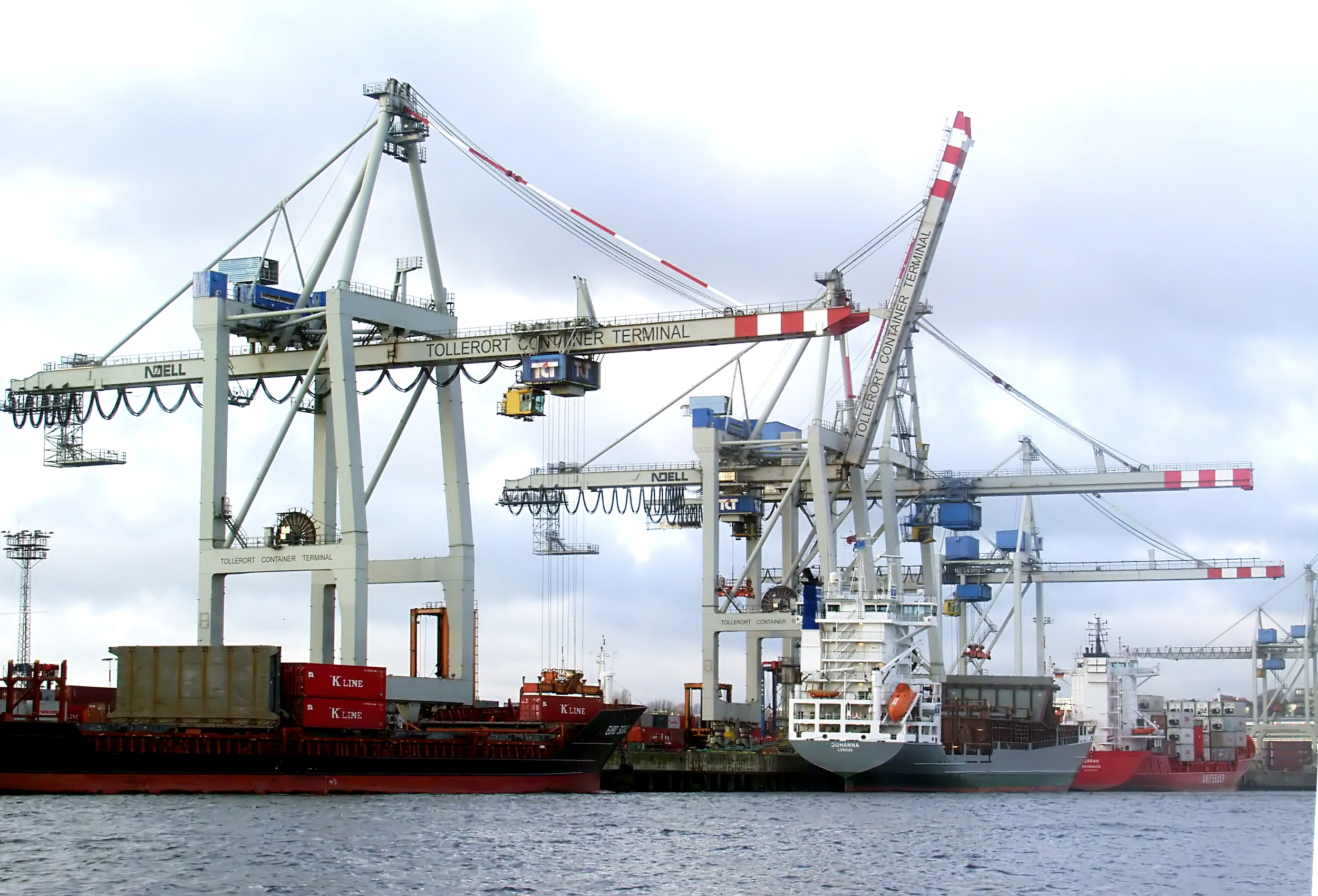
Containerterminal Tollerort

### Ansässige Unternehmen
Der Container Terminal Tollerort (CTT) der Hamburger Hafen und Logistik AG (HHLA) liegt im Nordwesten Steinwerders. Es ist eines der vier Containerterminals des Hamburger Hafens. Am Travehafen liegt das Hansa-Terminal der Buss Group. Im Januar 2016 wurde bekannt, dass die Stadt Hamburg den im Dezember auslaufenden Vertrag für das Hansa-Terminal nicht verlängert und Buss dieses daher schließen muss.

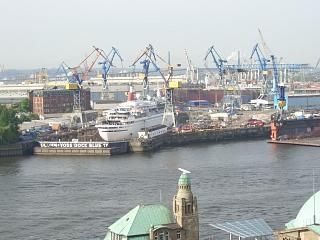
Die Werft Blohm + Voss mit dem Trockendock Elbe 17

Direkt an der Norderelbe liegt das Areal der Schiffswerft Blohm + Voss, zu der auch das Trockendock Elbe 17 gehört. Eine weitere Werft ist die Norderwerft. In Steinwerder gab es früher drei weitere Großwerften:
- Schlieker-Werft, 1954 bis 1962 (Konkurs), Werftgelände von Blohm & Voss übernommen
- H. C. Stülcken Sohn, 1840 gegründet, 1966 von Blohm + Voss übernommen und geschlossen
- AG Vulkan Hamburg (1905 bis 1929), ab 1930: Howaldtswerke AG Kiel, Abteilung vormals Vulcan, ab 1939: Howaldtswerke AG, ab 1953: Howaldtswerke Hamburg AG, ab 1968: Howaldtswerke-Deutsche Werft (HDW) – Werk Ross, 1986/87: Ross Industrie GmbH (HDW Hamburg wurde 1985 geschlossen)